# Karina Núñez
Karina Elizabeth Núñez Rodríguez (Fray Bentos, 1973) es una trabajadora sexual uruguaya, reconocida activista contra la explotación sexual de niños, niñas y adolescentes y defensora de los derechos de las mujeres y de la diversidad sexual.

## Activismo
En 2007, junto a otras compañeras, Núñez fundó la asociación Grupo Visión Nocturna para defender sus derechos laborales, denunciar casos de trata de personas y fomentar la prevención de enfermedades de transmisión sexual. Si bien en el año 2014 abandonó dicha agrupación, continúa dando talleres para la promoción de la salud sexual en ciudades y pueblos de todo el país. También sigue colaborando con la justicia en procedimientos para desbaratar redes de trata de personas para la explotación sexual: "Solamente las trabajadoras sexuales llegamos a donde ni siquiera puede llegar la justicia. Desde el Estado debería haber un diálogo real con nosotras y escucharnos porque somos las que estamos en territorio".
A fines de 2017, presentó su libro El ser detrás de una vagina productiva, obra que incluye sus vivencias y las de otras 313 mujeres cis y trans de 15 departamentos de Uruguay que la autora entrevistó hasta 2015 y que publicó con la ayuda de la ONG El Paso. A partir de 2018, es referente pública de O.TRA.S (Organización de Trabajadoras Sexuales), agrupación surgida ese mismo año. OTRAS coordinó el Primer Seminario sobre Prostitución y Trabajo Sexual en Uruguay “Doctora Diana González Perrett” con el apoyo de la Comisión Nacional Honoraria de Protección al Trabajo Sexual en la sede del PIT-CNT en noviembre de 2018. El encuentro sirvió "(...) para reclamar al Estado el cumplimiento de todos los puntos de la Ley 17.515, que regula el oficio, y para rechazar la discriminación que sufren las trabajadoras sexuales a diario".
En 2019 fue candidata a diputada por el departamento de Montevideo, ocupando el quinto lugar titular de la lista 42020 “Lista Amplia”, encabezada por Oscar Andrade y Carolina Cosse, del lema Frente Amplio.

### Postura sobre el trabajo sexual
Núñez se reconoce como trabajadora sexual porque, según lo que ha expresado, "(...) es el mecanismo que encontré para visibilizarme como persona a falta de otros, inexistentes en mi camino de ser pobre". Así también, en su libro, diferencia entre ser una prostituta y una trabajadora sexual y define su postura como reduccionistaː “Yo no me considero ni reglamentarista ni abolicionista del comercio sexual. Soy reduccionista, entiendo que se debe apostar a reducir el tiempo de permanencia de las personas en trabajo sexual por la exposición que implica”.